# في ممر الفئران
في ممر الفئران هي رواية للكاتب أحمد خالد توفيق. أحداث الرواية كما يقول المؤلف في مقدمة الكتاب مُعالجة ومُستوحاة ومُطورة مع اختلاف جذري بالشخصيات والعمق والحبكة والنهاية من قصته أسطورة أرض الظلام (العدد 68 من سلسة ما وراء الطبيعة)، التي يصل فيها سالم وسلمى إلى أرض غرقت في ظلام تام وكانت آخر مغامرات الشخصيتين في السلسلة.

## أحداث الرواية
تدور الرواية حول الشخصية المسماة "الشرقاوي”، الذي يدخل في غيبوبة لم يعرف الأطباء سببًا لها وينتظر الجميع إفاقته، وبينما يرقد في المستشفى، ينتقل بشكلٍ غريب إلى عالم الظلام. حيث يجد عالمًا تكوَّن بعد سقوط نيزك كبيرعلى كوكب الأرض إلا أنه لم يدمر الكوكب، بل حجب أشعة الشمس عن الأرض ما سبب اختفاء كل مصادر الطّاقة حتى غرق العالم في الظلام الحالك وبدأ بالتعفّن، ثم ظهور شخصيّة القومندان الذي يفرض عقيدة الظلام كمذهب جديد للبشر وعليه فكل من يُضبط متلبسًا بإنتاج النور، حتى لو كان مجرّد إشعال نار فإنّه يُعدم دون محاكمة.
ينتقل الشرقاوي إلى هذا العالم المليئ بالضعف والجهل والخرافات، ونظر إليه الناس على أنه منقذهم ومُخلصهم مما هم فيه في وسط تعجبه ودهشته.
انضم الشرقاوي ينضم إلى بعض الشباب المتمردين في عالم الظلام والذين أطلقوا على أنفسهم جماعة «النورانيين» حيث طالبوا بالضوء كحق مُكتسب للجميع فيُصبح مطاردًا من الشرطة.
يذهب الشرقاوي والنورانيون في مغامرة غير محسوبة العواقب نحو جبال الهيمالايا على أمل إعادة الشمس إلى الأرض أو على الأقل الانتقال من عالم الظلام إلى عالم النور.
وتأتي النهاية مفاجئة ومختلفة وسوداوية على عكس النهايات السعيدة المعتادة.

## وصلات خارجية
- مدونة تجمع مقالات د. أحمد خالد توفيق من أحد معجبيه
- صفحة أحمد خالد توفيق على موقع أبجد
- صفحة أحمد خالد توفيق على موقع جود ريدز
- سلسلة ما وراء الطبيعة.
- صفحة د.أحمد خالد توفيق على موقع دار ليلى للنشر.
- مقالات الكاتب بجريدة التحرير.
- مقالات الكاتب بمجلة إضاءات
- مقالات الكاتب بجريدة اليوم الجديد
- قصص مسلسلة للكاتب في موقع بص وطل
- مقالات للكاتب في مجلة الشباب المصرية
- حوار مطول مع د. أحمد خالد توفيق في برنامج بلدنا بالمصري على قناة أون تي في على يوتيوب.
- بلال فضل يستضيف د. أحمد خالد في برنامج عصير الكتب في حلقتين متتاليتين:

- الجزء الأول دكتور أحمد خالد توفيق في برنامج عصير الكتب ج1 على يوتيوب.
- الجزء الثاني دكتور أحمد خالد توفيق في برنامج عصير الكتب ج2 على يوتيوب.